# ريك ويلز
ريك ويلز (بالإنجليزية: Rick Wills)‏ هو موسيقي بريطاني، ولد في 5 ديسمبر 1947 في لندن في المملكة المتحدة.

## وصلات خارجية
- ريك ويلز على موقع IMDb (الإنجليزية)
- ريك ويلز على موقع ميوزك برينز (الإنجليزية)
- ريك ويلز على موقع أول ميوزيك (الإنجليزية)
- ريك ويلز على موقع ديسكوغز (الإنجليزية)